# 玉泉路駅
玉泉路駅（ぎょくせんろ-えき）は、中華人民共和国北京市海淀区に位置する北京地下鉄1号線の駅。

## 駅構造

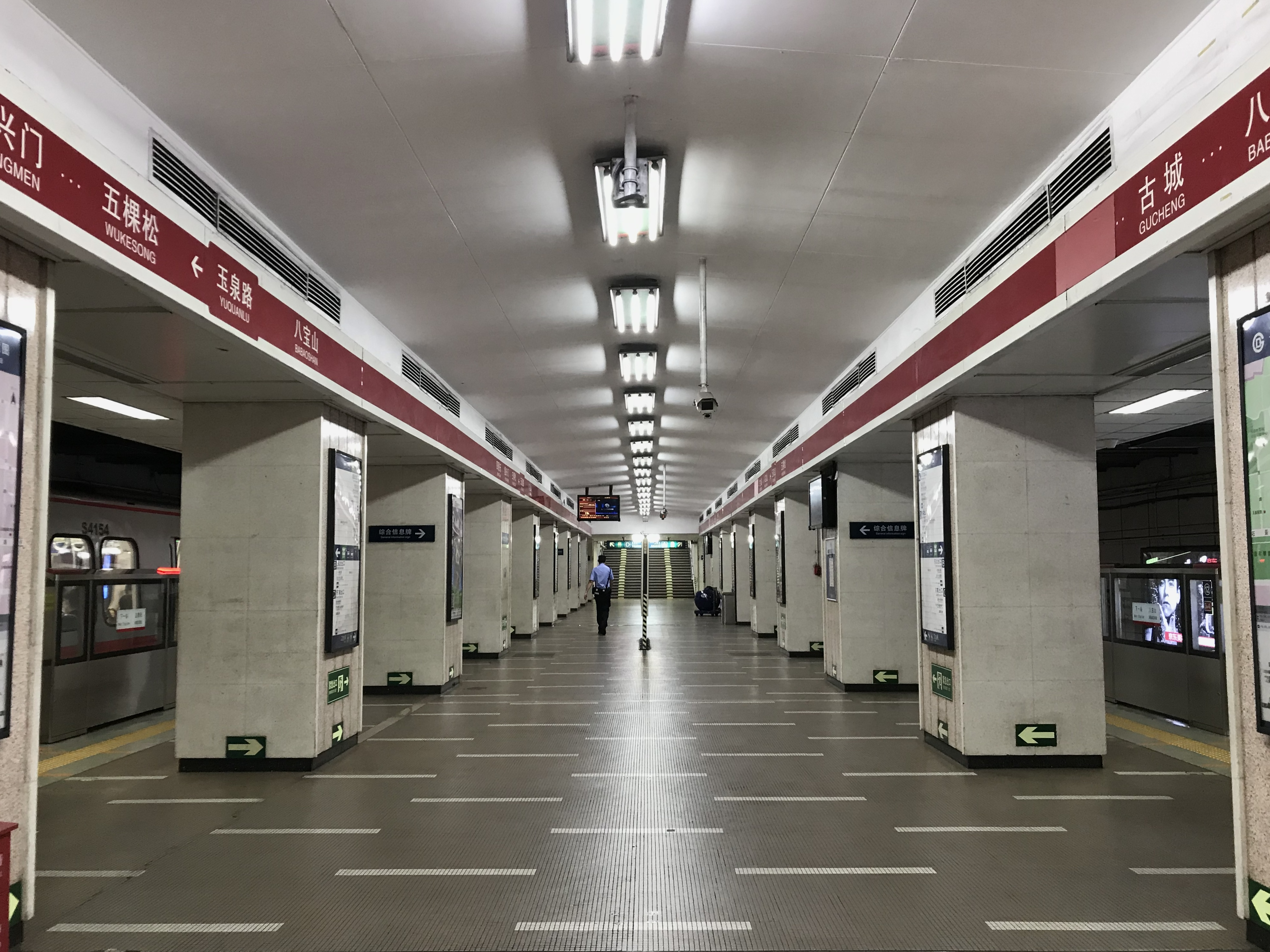
ホーム

島式ホーム2面2線の地下駅。

## 駅周辺
- 北京市十一学校

## 歴史
- 1969年10月1日 - 開業。ただし、乗車できるのは公務員のみだった。
- 1977年 - 一般市民に開放。
- 1980年 - 外国人も使用可能になった。

## 隣の駅
北京地下鉄
■1号線
八宝山駅 - 玉泉路駅 - 五棵松駅
座標: 北緯39度54分22秒 東経116度14分48秒 / 北緯39.90621度 東経116.24679度